# تایکا ناکاشیما
تایکا ناکاشیما (زاده ۸ ژوئن ۲۰۰۲) یک بازیکن فوتبال اهل ژاپن است که در پست مهاجم برای باشگاه فوتبال فوجی‌ئدا بازی می‌کند.